# Gerhard Müller-Menckens
Gerhard Georg Müller-Menckens (* 14. März 1917 in Bremen; † 13. August 2007 in Bremen) war ein Bremer Architekt und Hochschullehrer.

## Biografie
Müller-Menckens war der Sohn eines Oberbaurats. Er studierte an der Technischen Hochschule Hannover und ab 1939 an der Technischen Hochschule Stuttgart bei Paul Schmitthenner Architektur. Nach seinem Diplom war er in Stuttgart Assistent bei Schmitthenner und wurde geprägt die Stuttgarter Schule: Handwerklich durchdachte Gebäude, die sich an der lokalen Bautradition orientierten.
1950 zog er nach Bremen und wurde selbständiger Architekt.

1974 wurde Müller-Menckens Professor an der Hochschule für Technik (heute Hochschule Bremen). Wenige Jahre später schrieb er das Buch Neues Leben für alte Bauten – Über den Continuo in der Architektur. Darin entfaltete er eine kritische Position gegenüber bestimmten Fehlentwicklungen der spätmodernen Architektur, vor allem gegen deren Vernachlässigung des historischen Erbes. Die theoretische Unterstreichung der Bedeutung historischer Bauwerke bestimmte ab Mitte der 1970er Jahre immer stärker auch das gebaute Werk von Gerhard Müller-Menckens.
Ins Bewusstsein einer breiten Öffentlichkeit geriet der Architekt durch seinen preisgekrönten Entwurf für das Haus der Bremischen Bürgerschaft. Über die Frage, wie am Markt zu bauen sei, ob traditionell und zurückhaltend, wie Müller-Menckens vorschlug, oder selbstbewusst modern, wie es der ebenfalls preisgekrönte Entwurf des Berliner Architekten Wassili Luckhardt empfahl, entbrannte eine der heftigsten Architekturdebatten in der Hansestadt.
Müller-Menckens war verheiratet mit Maria Müller-Menckens. Aus dieser Ehe gingen zwei Söhne und zwei Töchter hervor. Das ehemalige Wohnhaus und Büro befindet sich in Bremen-Schwachhausen.

## Werke (Auswahl)
- 1950: Wohn- und Geschäftshaus der Konsum-Genossenschaft „Vorwärts“, Greifswalder Straße 1, Bremen-Gröpelingen[1][2]
- 1951: Wohn- und Geschäftshaus, Schwachhauser Heerstraße / Schwachhauser Ring 1[1]
- 1952: Handelskrankenkasse Am Wall 187–188, Bremen
- 1952: Reihenhäuser, Oderstraße, Bremen-Neustadt[1]
- 1953: Mehrfamilienhäuser, Elisabethstraße, Bremen-Walle[1]
- 1955: Wohn- und Atelierhaus Müller-Menckens, Lortzingstraße 30, Bremen-Schwachhausen[1]
- 1955: Wettbewerb Sparkasse Bremen, Filiale Am Markt (1. Preis), Am Markt 13, Bremen-Mitte[1]
- 1955: Überlandwerke Nord-Hannover AG (heute Stadtamt), Bremen
- 1955: Wohnhaus K., Bremen-Findorff[1]
- 1956/65: Grundschule Halmerweg, Bremen-Gröpelingen
- 1957: Wettbewerb Stadthalle (mit Friedrich Schumacher), Bremen-Findorff[1]
- 1958: Erweiterung Bremer Landesbank mit Heinz-Georg Rehberg, Bremen-Mitte[1]
- 1958–1967: Wohnsiedlung Sparer Dank, Kulenkampffallee, Bremen-Schwachhausen[1]
- 1959: Anbau Wohnhaus D., Worpswede[1]
- 1959: Verwaltungsgebäude Gustav F. Gerdts, Hemmstraße 130, Bremen-Findorff[1]
- 1959–1961: Wettbewerb Bremische Bürgerschaft (mit Hans Joachim Böhmert), Am Markt, Bremen-Mitte[1]
- 1960: Wohnhaus T., Worpswede[1]
- 1960: Einfamilien-Reihenhäuser, Kulenkampffallee, Bremen-Schwachhausen[1]
- 1961: Landhaus Müller-Menckens, Hellwege (Wümme)[1]
- 1962: Bankhaus Carl F. Plump & Co., Bremen
- 1962: Wohnhaus R.[1]
- 1962: Wiederaufbau der Sonnenapotheke, Schüsselkorb 19, Bremen-Mitte[1]
- 1962: Wohnhaus S., Bremen-Schwachhausen[1]
- 1963: Wohnanlage Neustadtbrückenkopf (mit Herbert Anker), Friedrich-Ebert-Straße / Osterstraße / Neustadtswall, Bremen-Neustadt[1]
- 1963: Wohnhaus I., Heinrich-Heine-Straße[1]
- 1963: Geschäftshaus Hamburg, Steindamm/Brennerstraße[1]
- 1964: Norddeutsche Kreditanstalt und Kunsthalle Bremerhaven[1]
- 1964: Wohn- und Geschäftshaus, Theaterplatz (heute Theodor-Heuss-Platz), Bremerhaven[1]
- 1964: Wohnhaus mit Apotheke, Heiligenrode[1]
- 1964: Wohnhaus G., Freiherr-vom Stein-Straße, Bremen-Schwachhausen[1]
- 1964: Landhaus S., Hellwege (Wümme)[1]
- 1964: Atriumwohnhäuser Luisenthal, Luisenthal, Bremen-Horn-Lehe[1]
- 1964: Wohnhaus M., Eversen[1]
- 1964: Heilig-Geist-Kirche, Bremen-Neue Vahr
- 1964: Landhaus J., Rottier-La-Motte, Frankreich[1]
- 1965: Haus G., Worpswede[1]
- 1966: Entwurf Eingang Theaterberg-Am Wall, Bremen-Mitte[1]
- 1966: Dachausbau, Vogelweide 37, Bremen-Findorff[1]
- 1966: Versöhnungskirche, Bremen-Sebaldsbrück
- 1966: Pastorenhaus Versöhnungskirche, Johann-Focke-Straße 7, Bremen-Hemelingen[1]
- 1966: Stadtplanerischer Entwurf Stadtwaldring, Bremen[1]
- 1966: Umbau Firma Henseler, Sögestraße 56, Bremen-Mitte[1]
- 1966: Kläranlage, Bremen-Seehausen
- 1967: Gärtnerei Lörchner, Unter den Linden, Bremen-Burglesum[1]
- 1967: Wohnanlage Kattenturm, Bremen-Obervieland[1]
- 1967: Wohn- und Geschäftshäuser mit Bankfiliale, Unter den Linden/Tannenhof, Bremen-Burglesum[1]
- 1967: Sanitätshaus Heinrich Oesterreich, Wulwesstraße 5, Bremen-Mitte[1]
- 1967: Büro- und Geschäftshaus, Martinistraße 57, Bremen-Mitte[1]
- 1968: Wohnhaus W., Eekenhöge, Bremen-Oberneuland[1]
- 1968: Wohnhaus P., Am Rüten 47, Bremen-Oberneuland[1]
- 1968: Fassadenänderung Modenhaus von Gösseln, Am Wall, Bremen-Mitte[1]
- 1968: Wohnhaus Z., Schirwindter Straße, Bremen-Schwachhausen[1]
- 1969: Haus P., Steinmetzenweg, Bremen-Hemelingen[1]
- 1969: Bürogebäude für Lexzau, Scharbau, Bremen (auf der Decke des ehemaligen U-Boot-Bunkers Hornisse)
- 1969: Friedhof Huckelriede in Huckelriede und Bremen-Habenhausen
- 1969: Erweiterungsbau Berufsgenossenschaft Einzelhandel, Westerstraße (Bremen) 10, Bremen-Neustadt[1]
- 1970: Wiederaufbau Steipe, Trier
- 1970: Wohnhaus P.[1]
- 1970: Wohn- und Geschäftshaus T., Steinmetzenweg, Bremen-Hemelingen[1]
- 1970: Wohnhaus B., Eekenhöge, Bremen-Oberneuland[1]
- 1970: Wohnhaus T.[1]
- 1970: Wettbewerb Osterholzer Friedhof, Osterholzer Heerstraße 32–34, Bremen-Osterholz[1]
- 1971: Entwurf Eingangstor Roseliushaus, Böttcherstraße 6–10, Bremen-Mitte[1]
- 1970: Haus A., Steinmetzenweg, Bremen-Hemelingen[1]
- 1971: Einbau eines Galeriegeschosses Harms Am Wall, Am Wall, Bremen-Mitte[1]
- 1971: Ludwig-Roselius-Museum Worpswede für Frühgeschichte, heute Teil der Großen Kunstschau Worpswede
- 1972: Neubau Bremer Landesbank (mit Heinz-Georg Rehberg), Domshof 26, Bremen-Mitte[1]
- 1972: Überlandwerke Nord-Hannover Lagergebäude, Lötzener Straße/Steubenstraße[1]
- 1972: Wohnhaus und Hotelanlage Jürgens Holz, Oberneulander Landstraße, Bremen-Oberneuland[1]
- 1972: Wohnhaus W.[1]
- 1973: Wohnhaus, Parkstraße 43, Bremen-Schwachhausen[1]
- 1973: Kläranlage, Bremen-Farge
- 1973: Rhenus-Haus, Bremen
- 1973: Bebauungsplan Klattenhof, Worpswede[1]
- 1973: Städtebaulicher Entwurf Autofreie City Vegesack[1]
- 1973: Geschäftshaus, Tiefer 2, Bremen-Mitte[1]
- 1974: Wohnhaus F., Lindenweg 7b, Bremen-Oberneuland
- 1974: Wettbewerb Kleingruppenlauben[1]
- 1974: Wohnhaus S., Fischerhude[1]
- 1974: Otto-Modersohn-Museum, In der Brendenau 95, Fischerhude (Erweiterungen: 1985, 1996)
- 1975: Geestemünder Bank, Zweigstelle Borriesstraße, Umbau Kassenhalle
- 1975: Entwurf Pflasterung Böttcherstraße, Bremen-Mitte[1]
- 1975: Wohnhaus K., Worpswede[1]
- 1975: Friedhof Nienburg, Am Kräher Weg[1]
- 1976: Schulzentrum In den Sandwehen, Neuenkirchener Weg 119–121, Bremen-Blumenthal[1]
- 1976: Geschäftshaus Bankfiliale, Bgm.-Schmidt-Straße, Bremerhaven[1]
- 1976: Wohnhaus G., Rosental, Bremen-Horn-Lehe[1]
- 1976: Geestemünder Bank, Zweigstelle Wulsdorf, Bremerhaven[1]
- 1976: Schwimmhalle Haus B., Eekenhöge 12, Bremen-Oberneuland[1]
- 1976: Packhaustheater Bremen
- 1976: Umbau Kreditabteilung Geestemünder Bank, Bremerhaven[1]
- 1976: Landhaus R., Cuxhaven[1]
- 1976: Egestorff-Stiftung, Umbau des Herrenhauses, Stiftungsweg 2, Bremen-Osterholz[1]
- 1978: Wohnhaus Sch., Otterstedt[1]
- 1978: Badezentrum am Palaisgarten, Rastede[1]
- 1978: Wohnhaus L., Unter den Eichen 38, Oldenburg[1]
- 1979: Wettbewerb Gemeindezentrum Wahnbeck, Oldenburg[1]
- 1979: Geestemünder Bank, Zweigstelle Speckenbüttel, Umbau eines Wohnhauses, Bremerhaven[1]
- 1979: Wohnanlage F., Fischerhude[1]
- 1979: Sparkasse in Bremen, Filiale Gerhardt-Rohlfs-Straße, Bremen-Vegesack[1]
- 1980: Erweiterung Sparkasse am Brill, Bremen
- 1980: Haus B., Deliusweg 12, Bremen-Horn-Lehe[1]
- 1980: Heimatmuseum Fischerhude[1]
- 1980: Entwurf Hotel Ibis, Martinistraße, Bremen-Mitte[1]
- 1981: Umbau Wohnhaus Sch., Quelkhorn[1]
- 1981: Umbau Gut Sandbeck, Sandbeckstraße 13, Osterholz-Scharmbeck[1]
- 1981: Bürgerhaus Sulingen, Lange Straße 67[1]
- 1981: Landhaus B. (Hof Adiek), Wiersdorf/Zeven[1]
- 1982: Wohnbebauung „Kleiner Markt“ im Fährquartier, Bremen-Vegesack
- 1982: Wiederaufbau Burg Bederkesa
- 1982: Umbau Wohnhaus Sch., Rotenburg[1]
- 1982: Umbau Gärtnerei Huckelriede[1]
- 1982: Umbau Torhäuschen am Bischofstor, Am Wall 211, Bremen-Mitte[1]
- 1983: Umbau Schloss Etelsen, Bremer Straße 2, Langwedel-Etelsen[1]
- 1983: Umbau Parkhotel Bremen, Im Bürgerpark[1]
- 1984: Überlandwerke Nord-Hannover Betriebsstelle Jesteburg[1]
- 1984: Umbau Wohnhaus A., Helgoland[1]
- 1984: Gartenhof Wohnhaus G., Max-Reger-Straße 25, Bremen-Schwachhausen[1]
- 1984: Fachhochschule Emden
- 1984: Neugestaltung der Kassenhalle Sparkasse Am Brill, Bremen
- 1984: Wohnhaus L., Marcusallee 8, Bremen-Horn-Lehe[1]
- 1984: Wohn- und Geschäftshaus C., Bremen-Blumenthal[1]
- 1985: Erste Erweiterung Otto Modersohn Museum, In der Bredenau 95, Fischerhude[1]
- 1985: Wohn- und Geschäftshaus Mehde-Park, Zeven[1]
- 1986: Erweiterung Kunstschau Fischerhude, Zum Dieker Ort 25[1]
- 1986: Fassadenentwurf Sozialamt, Martinistraße, Bremen-Mitte[1]
- 1986: Überlandwerke Nord-Hannover Innenraumgestaltung, Netzleitstelle, Hannover[1]
- 1986: Vorentwurf Straßenraumgestaltung Schüsselkorb, Bremen-Mitte[1]
- 1986: Umbau Wohnhaus, Stader Straße 22, Bremen-Östliche Vorstadt[1]
- 1986: Restaurierung Königin-Christinen-Haus, Zeven
- 1987: Gut Sandbeck, Umgestaltung kleine Scheune, Sandbeckstraße 13, Osterholz-Scharmbeck[1]
- 1987: Geestbankhaus, Am Alten Hafen 118, Bremerhaven[1]
- 1988: Umbau Kirche „Unser Lieben Frauen“, Kirchstraße 11A, Fischerhude[1]
- 1988: Renovierung Museum Kloster Zeven
- 1988: Vorentwurf für ein 140-Bettenhotel, Lemgo[1]
- 1988: Umbau Geschäftshaus H., Bremen[1]
- 1989: Umbau und Neugestaltung Bankhaus Carl F. Plump & Co., Am Markt 18, Bremen-Mitte[1]
- 1989: Sanierung Heimathaus Soltau, Poststraße 11, Soltau[1]
- 1989: Wohnhaus R., Bremerhaven[1]
- 1989: Umbau Haus T., Schorf 13A, Bremen-Horn-Lehe[1]
- 1989: Wohnhaus M., Bremen[1]
- 1990: Umbau Wohn- und Atelierhaus Müller-Menckens, Lortzingstraße 28, Bremen-Schwachhausen[1]
- 1990: Atelierhaus H. Modersohn, Hellweg(Wümme)[1]
- 1990: Wohnhaus P., Worphausen[1]
- 1990: Wohnanlage Busestraße, Bremen-Schwachhausen[1]
- 1990: Entwurf Umbau LVA Oldenburg-Bremen, Huntestraße 5–7, Oldenburg[1]
- 1990: Umbau Goldener Saal im Schütting, Am Markt, Bremen-Mitte[1]
- 1990: Wiederaufbau eines Baudenkmals in Osterholz-Scharmbeck, Hinter der Kirche 13[1]
- 1991: Umbau Vorwerk Höge, Lilienthal[1]
- 1991: Umbau Wohnhaus R., Bremerhaven[1]
- 1991: Entwurf Umbau Palais Lichtenau, Behlertstraße 31, Potsdam[1]
- 1991: Wohnhaus M., Deliusweg 18, Bremen-Horn-Lehe[1]
- 1991: Entwurf Umbau Wohnhaus R., Lortzingstraße 12, Bremen-Schwachhausen[1]
- 1992: Salztorhaus Stade, Beim Salztor 2[1]
- 1992: Umbau mit Erweiterungsbau Murkens Hof, Klosterstraße 25, Lilienthal[1]
- 1992: Umbau Dom zu Havelberg[1]
- 1993: Umbau Freilichtbühne Lilienthal, Klosterstraße 21[1]
- 1993: Brückenkopfgebäude Teerhof (nach Wettbewerb), Teerhof 8, Bremen-Neustadt[1]
- 1993: Umbau des Andachtsraumes im Diakonissen-Mutterhaus, Rotenburg[1]
- 1993: Umbau Kreissparkasse Soltau, Poststraße 3/5[1]
- 1993: Handwerksscheune Worphausen[1]
- 1994: Um- und Neubau Kantor-Helmke-Haus, Am Kirchhof 10, Rotenburg[1]
- 1994: Zweite Erweiterung Otto Modersohn Museum, In der Bredenau 95, Fischerhude[1]
- 1994: Begegnungsstätte Gut Kreisau[1]
- 1994: Wohnhaus K., Bad Oeynhausen[1]
- 1994: Marktplatz Lilienthal[1]
- 1996: Umbau Wohnhaus S., Parkallee 255, Bremen-Schwachhausen[1]
- 1997: Sanierung Konzerthaus Die Glocke, Domsheide 4–5, Bremen-Mitte[1]
- 1997: Wettbewerb Teerhof-Mitte, Bremen-Neustadt[1]
- 1997: Entwurf Umgestaltung Stadtkirche Rotenburg[1]
- 1993–1998: Weserwehr, Bremen (1993, Schleuse: 1998)
- 1998: Umbau Wohn- und Geschäftshaus, Domsheide 3, Bremen-Mitte[1]
- 1998: Entwurf Feriensiedlung Moorland, Fischerhude[1]
- 1998: Umbau Handwerkskammer Bremen, Ansgaritorstraße 24, Bremen-Mitte[1]
- 1998: Umbau Wohnhaus K., Eekenhöge, Bremen-Oberneuland[1]
- 1999: Entwurf Umgestaltung Vegesacker Hafen[1]
- 2001: Entwurf und Neugestaltung der Grundschule Grambker Dorfstraße, Bremen-Burglesum[1]

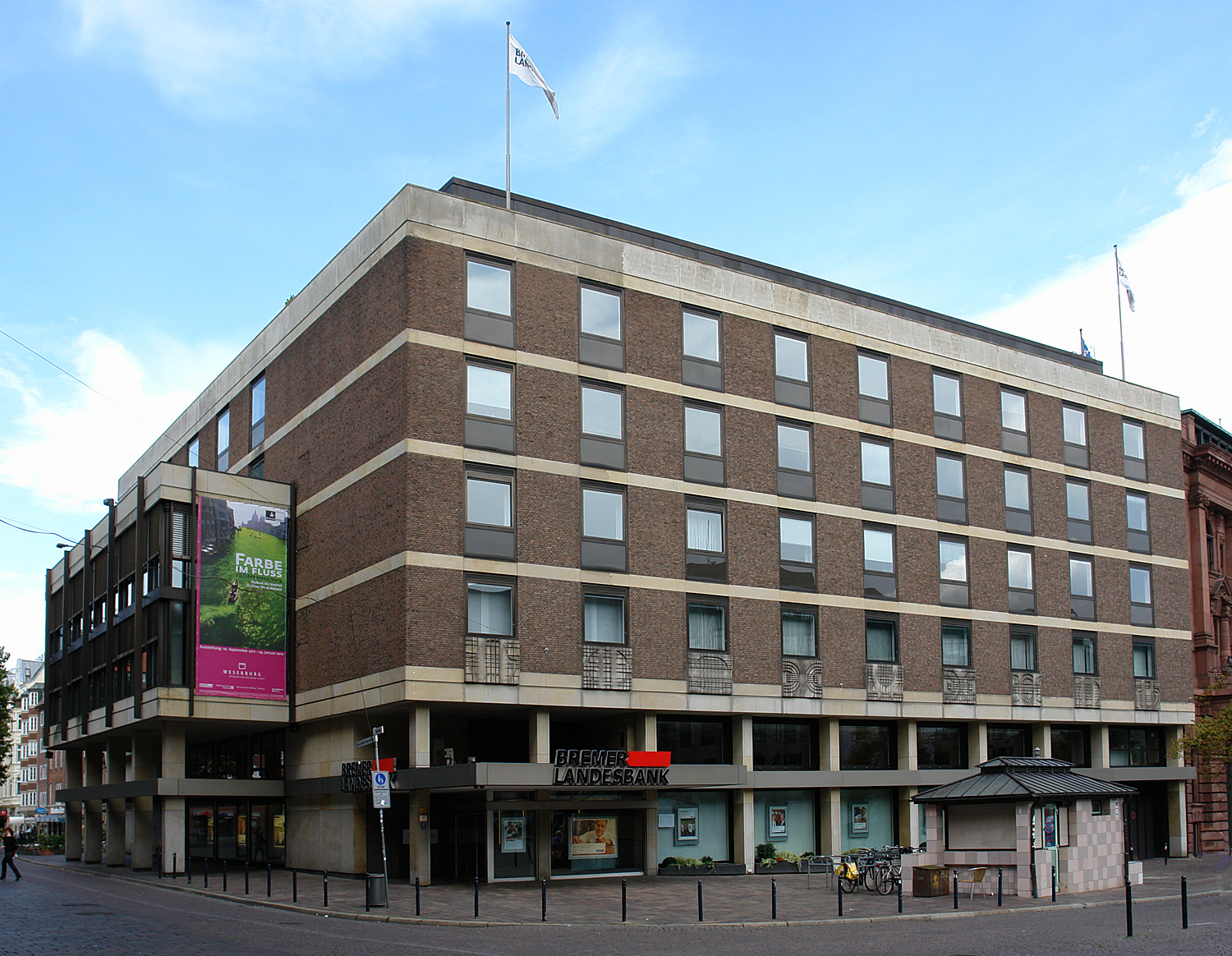
Bremer Landesbank
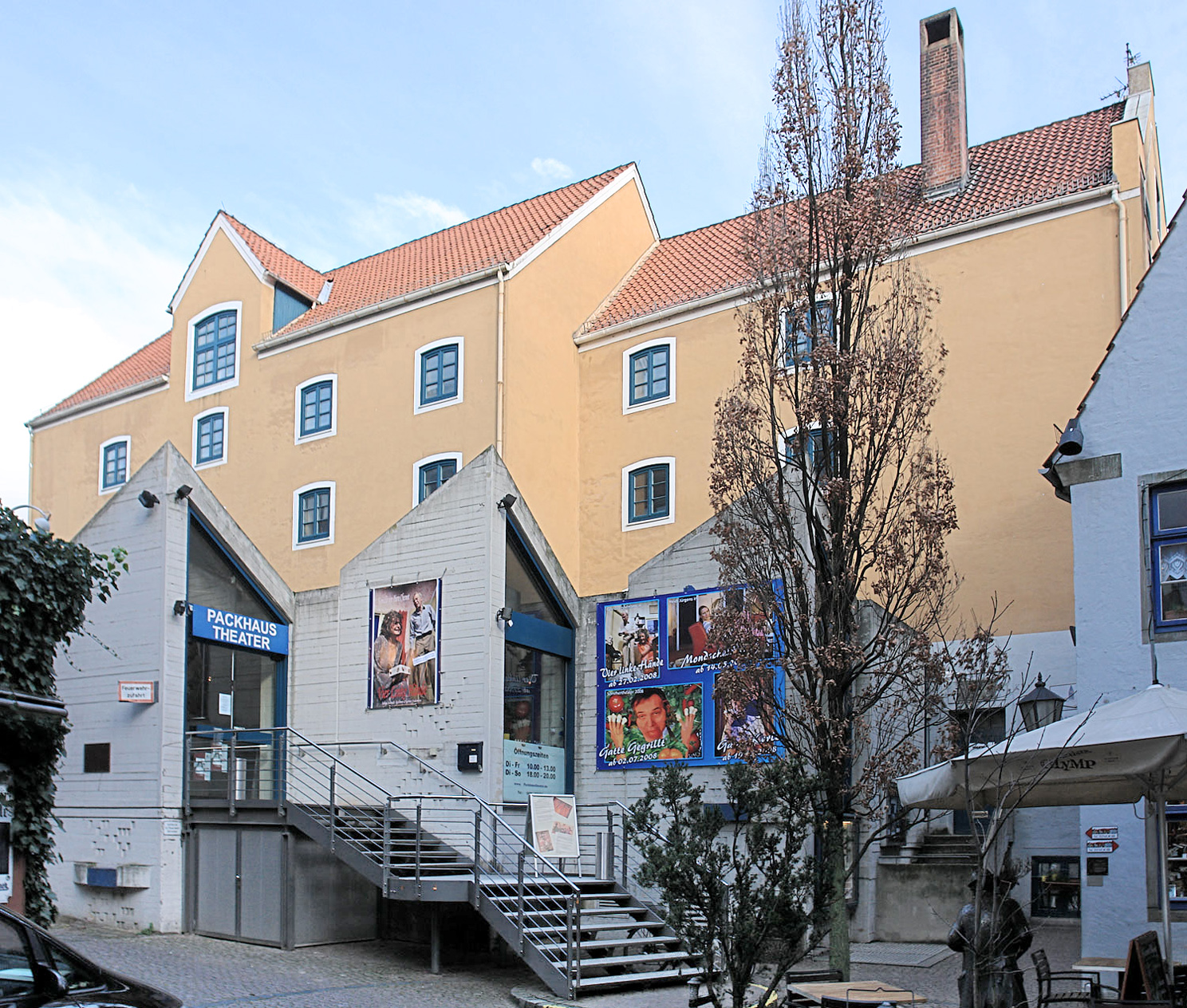
Packhaustheater Bremen

## Auszeichnungen
- Heinrich-Tessenow-Medaille in Gold, verliehen durch die Universität Hannover „für das reiche, beispielgebende Lebenswerk in baukünstlicher Qualität“, 1978
- Ehrenring des Landschaftsverbandes der ehemaligen Herzogtümer Bremen und Verden, 1990
- BDA-Preis Niedersachsen für das Ludwig Roselius Museum, 1981

## Publikationen
- Neues Leben für alte Bauten. Über das Continuo in der Architektur. Mit einem Vorwort von Jürgen Rausch. Stuttgart 1979.
- Als Herausgeber: Schönheit ruht in der Ordnung. Paul Schmitthenner zum 100. Geburtstag. Wolfdruck Verlag, Bremen 1984.
- Bremens großer Beitrag zum Städtebau. Zur Entstehung und Weiterentwicklung des Bremer Hauses. In: Klassizismus in Bremen. Formen bürgerlicher Kultur. Jahrbuch der Wittheit zu Bremen 1993/1994, Bremen 1993.
- Tradition und Innovation. Über das Bauen im historischen Bestand. Ein kleines Kolleg über ein großes Thema. Druckschrift des Instituts für Städtebau, Wohnungswesen und Landesplanung, Universität Hannover, Hannover 1997.
- Skizzenbücher. 1998

## Ausstellungen
- Vom 27. April bis 1. Juni 2009 zeigte das Bremer Zentrum für Baukultur eine Werksausstellung über den Architekten Gerhard Müller-Menckens, die in Zusammenarbeit mit der Familie entstanden ist. Zudem gibt es eine filmische Dokumentation über die Arbeiten des Architekten.